# Jaroslav Kulhavý
Jaroslav Kulhavý (ur. 8 stycznia 1985 w Uściu nad Orlicą) – czeski kolarz górski i przełajowy, mistrz i wicemistrz olimpijski, wielokrotny medalista mistrzostw świata i Europy MTB, mistrz świata w maratonie kolarskim oraz zdobywca Pucharu Świata w kolarstwie górskim.

## Kariera
Jego pierwszym międzynarodowym sukcesem było wywalczenie tytułu wicemistrza Europy w kolarstwie górskim w kategorii juniorów w 2002 roku. Rok później w tej samej kategorii był już najlepszy na świecie i na kontynencie. W 2004 roku wziął udział w cross-country na igrzyskach olimpijskich w Atenach, ale nie ukończył wyścigu. W 2007 roku był drugi na mistrzostwach Europy w kategorii do 23 lat, w tej samej kategorii na mistrzostwach świata w Fort William był trzeci. Wystąpił także na igrzyskach w Pekinie zajmując 18. miejsce w cross-country. W 2010 roku, podczas mistrzostw świata w Mont-Sainte-Anne odniósł swój pierwszy sukces w kategorii elita zostając wspólnie z Ondřejem Cinkiem, Kateřiną Nash i Tomášem Paprstką brązowym medalistą w sztafecie. Ponadto w tym samym roku Kulhavý został mistrzem Europy oraz zajął trzecie miejsce w klasyfikacji sezonu 2010 Pucharu Świata w kolarstwie górskim, ustępując jedynie Nino Schurterowi ze Szwajcarii oraz Francuzowi Julienowi Absalonowi. W sezonie 2011 triumfował w klasyfikacji cross-country Pucharu Świata oraz obronił tytuł mistrza Europy. Podczas mistrzostw świata w Champéry zdobył złoty medal. Najlepszy był również na igrzyskach olimpijskich w Londynie w 2012 roku, gdzie wyprzedził bezpośrednio Nino Schurtera i Włocha Marco Aurelio Fontanę. Cztery lata później w Rio de Janeiro został wicemistrzem olimpijskim.
Jaroslav Kulhavý jest także mistrzem Czech w kolarstwie górskim w kategorii elita z 2007, 2008, 2010, 2014 roku, a w 2006 roku był drugi. W 2011 roku zdobył brązowy medal mistrzostw kraju w kolarstwie przełajowym, a w 2002 roku był czwarty wśród juniorów na przełajowych mistrzostwach świata w Zolder. Walkę o podium przegrał ze swym rodakiem Zdenkiem Štybarem o 9 sekund. W 2014 roku, zdobył złoty medal na Mistrzostwach świata w maratonie, które odbyły się w Pietermaritzburgu.

## Puchar Świata

### Miejsca na podium XCO (elita)
| Sezon PŚ | 1. miejsce | 2. miejsce | 3. miejsce | Razem |
| 2009     | -          | -          | -          | -     |
| 2010     | 1          | 1          | 1          | 3     |
| 2011     | 5          | 1          | 1          | 7     |
| 2012     | -          | 2          | 1          | 3     |
| 2013     | 1          | -          | 2          | 3     |
| 2014     | -          | -          | -          | -     |
| 2015     | 2          | 0          | 1          | 3     |
| 2016     | -          | -          | -          | -     |
| 2017     | -          | 1          | -          | 1     |
| Suma     | 9          | 5          | 6          | 20    |